# 刺尖前胡
刺尖前胡（学名：Peucedanum elegans）为伞形科前胡属的植物。分布于日本、朝鲜、俄罗斯以及中国大陆的黑龙江、吉林等地，生长于海拔700米的地区，常生长在多石山上、针叶疏林内碎石地及河岸旁，目前尚未由人工引种栽培。

## 别名
刺尖石防风（东北植物检索表）